# Élections présidentielles sous la Cinquième République dans les Yvelines
Depuis l'adoption de la Constitution de la Cinquième République française en 1958, dix élections présidentielles ont eu lieu afin d'élire le président de la République, dont neuf ont concerné les Yvelines. Cette page présente les résultats de ces élections dans les Yvelines.

## Synthèse des résultats du second tour
Département conservateur, les Yvelines votent traditionnellement plus à droite que la France. C'est en particulier le cas en 1981, 1988 et 2012 où le département a placé en tête respectivement Valéry Giscard d'Estaing (51,09 %), Jacques Chirac (53,12 %) et Nicolas Sarkozy (54,3 %) alors qu'au niveau national ont été élus François Mitterrand (51,76 % et 54,02 %)) et François Hollande (51,64 %). En 2017, Emmanuel Macron obtient 11 points de plus qu'au niveau national.
| année | Répartition des exprimés | Répartition des exprimés | Participation (% des inscrits) | Blancs ou nuls (% des votants) |

| 2017 | Emmanuel Macron (77,15 %) (France : 66,10 %) | Marine Le Pen (22,85 %) (France : 33,90 %) | 76,32 % (France : 77,77 %) | 1,55 % (France : 2,47 %) |

| 2012 | François Hollande (45,7 %) (France : 51,64 %) | Nicolas Sarkozy (54,3 %) (France : 48,36 %) | 78,82 % (France : 80,35 %) | 1,52 % (France : 5,82 %) |

| 2007 | Nicolas Sarkozy (58,71 %) (France : 53,06 %) | Ségolène Royal (41,29 %) (France : 46,94 %) | 87,42 % (France : 83,97 %) | 0,96 % (France : 4,20 %) |

| 2002 | Jacques Chirac (85,59 %) (France : 82,21 %) | J.-M. Le Pen (14,41 %) (France : 17,79 %) | 68,8 % (France : 79,71 %) | 2,2 % (France : 3,38 %) |

| 1995 | Jacques Chirac (60,64 %) (France : 52,64 %) | Lionel Jospin (39,36 %) (France : 47,36 %) | 77,12 % (France : 78,38 %) | 2,08 % (France : 2,81 %) |

| 1988 | François Mitterrand (46,88 %) (France : 54,02 %) | Jacques Chirac (53,12 %) (France : 45,98 % %) | 82,08 % (France : 81,35 %) | 1,44 % (France : 2,00 %) |

| 1981 | François Mitterrand (48,91 %) (France : 51,76 %) | Valéry Giscard d'Estaing (51,09 %) (France : 48,24 %) | 81,91 % (France : 81,09 %) | 1,44 % (France : 1,62 %) |

| 1974 | Valéry Giscard d'Estaing (53,14 %) (France : 50,81 %) | François Mitterrand (46,86 %) (France : 49,19 %) | 86,16 % (France : 84,23 %) | 0,6 % (France : 0,92 %) |

| 1969 | Georges Pompidou (59,08 %) (France : 58,21 %) | Alain Poher (40,92 %) (France : 41,79 %) | 81 % (France : 77,59 %) | 0,8 % (France : 1,29 %) |

|  | ▲ |

## Résultats détaillés par scrutin

### 2017
Le premier tour de l'élection présidentielle de 2017 voit s'affronter onze candidats. Emmanuel Macron arrive en tête devant Marine Le Pen et tous deux se qualifient pour le second tour. Néanmoins, avec François Fillon et Jean-Luc Mélenchon, les scores des quatre candidats ayant recueilli le plus de voix sont serrés (4,43 points entre le 1er et le 4e). Pour la première fois, aucun des candidats des deux partis politiques pourvoyeurs jusque-là des présidents de la Ve République, n'est présent au second tour. Celui-ci se tient le dimanche 7 mai et se solde par la victoire d'Emmanuel Macron, avec un total de 20 753 798 bulletins de vote en sa faveur, soit 66,10 % des suffrages exprimés, face à la candidate du Front national, qui recueille 33,90 %. Le scrutin est néanmoins marqué par une forte abstention et par un record de votes blancs ou nuls.
Dans les Yvelines, Emmanuel Macron arrive en tête du premier tour avec 28,86 % des exprimés, suivi de François Fillon (27,25 %), Jean-Luc Mélenchon (16,65 %), Marine Le Pen (12,92 %) et Benoît Hamon (6,93 %). Au second tour, les électeurs ont voté à 77,15 % pour Emmanuel Macron contre 22,85 % pour Marine Le Pen avec un taux de participation de 76,32 % des inscrits.
|             | EM          | Emmanuel Macron       | 219 063 | 28,86 %    | 503 661 | 77,15 %    |  |  |
|             | LR          | François Fillon       | 206 835 | 27,25 %    |         |            |  |  |
|             | LFi         | Jean-Luc Mélenchon    | 126 345 | 16,65 %    |         |            |  |  |
|             | FN          | Marine Le Pen         | 98 024  | 12,92 %    | 149 138 | 22,85 %    |  |  |
|             | PS          | Benoît Hamon          | 52 564  | 6,93 %     |         |            |  |  |
|             | DlF         | Nicolas Dupont-Aignan | 32 906  | 4,34 %     |         |            |  |  |
|             | UPR         | François Asselineau   | 8 148   | 1,07 %     |         |            |  |  |
|             | NPA         | Philippe Poutou       | 5 448   | 0,72 %     |         |            |  |  |
|             | RES         | Jean Lassalle         | 5 371   | 0,71 %     |         |            |  |  |
|             | LO          | Nathalie Arthaud      | 2 872   | 0,38 %     |         |            |  |  |
|             | SeP         | Jacques Cheminade     | 1 358   | 0,18 %     |         |            |  |  |
|             |             |                       |         |            |         |            |  |  |
|             |             |                       | Nombre  | % inscrits | Nombre  | % inscrits |  |  |
| Inscrits    | Inscrits    | Inscrits              | 951 148 |            | 950 821 |            |  |  |
| Abstentions | Abstentions | Abstentions           | 177 485 | 18,66 %    | 225 177 | 23,68 %    |  |  |
| Votants     | Votants     | Votants               | 773 663 | 81,34 %    | 725 644 | 76,32 %    |  |  |
|             |             |                       |         |            |         |            |  |  |
|             |             |                       |         | % votants  |         | % votants  |  |  |
| Blancs      | Blancs      | Blancs                | 10 838  | 1,14 %     | 57 527  | 6,05 %     |  |  |
| Nuls        | Nuls        | Nuls                  | 3 891   | 0,41 %     | 15 318  | 1,61 %     |  |  |
| Exprimés    | Exprimés    | Exprimés              | 758 934 | 79,79 %    | 652 799 | 68,66 %    |  |  |

### 2012
Hollande, désigné par le PS à la suite d'une primaire ouverte, devance Sarkozy dès le premier tour de l'élection présidentielle de 2012 : c'est la première fois qu'un président sortant est ainsi devancé. Au second tour, Sarkozy est battu mais par un écart plus faible qu'attendu.
Dans les Yvelines, Nicolas Sarkozy arrive en tête du premier tour avec 34,24 % des exprimés, suivi de François Hollande (27,32 %), Marine Le Pen (12,44 %), François Bayrou (11,24 %) et Jean-Luc Mélenchon (9,11 %). Au second tour, les électeurs ont voté à 45,7 % pour François Hollande contre 54,3 % pour Nicolas Sarkozy avec un taux de participation de 82,28 % des inscrits.
|                | UMP            | Nicolas Sarkozy       | 246 328 | 34,24 %    | 395 683 | 54,3 %     |  |  |
|                | PS             | François Hollande     | 196 485 | 27,32 %    | 333 079 | 45,7 %     |  |  |
|                | FN             | Marine Le Pen         | 89 491  | 12,44 %    |         |            |  |  |
|                | MoDem          | François Bayrou       | 80 848  | 11,24 %    |         |            |  |  |
|                | FG             | Jean-Luc Mélenchon    | 65 520  | 9,11 %     |         |            |  |  |
|                | EELV           | Éva Joly              | 17 974  | 2,5 %      |         |            |  |  |
|                | DLF            | Nicolas Dupont-Aignan | 12 434  | 1,73 %     |         |            |  |  |
|                | NPA            | Philippe Poutou       | 5 720   | 0,8 %      |         |            |  |  |
|                | LO             | Nathalie Arthaud      | 2 505   | 0,35 %     |         |            |  |  |
|                | S&P            | Jacques Cheminade     | 2 008   | 0,28 %     |         |            |  |  |
|                |                |                       |         |            |         |            |  |  |
|                |                |                       | Nombre  | % inscrits | Nombre  | % inscrits |  |  |
| Inscrits       | Inscrits       | Inscrits              | 926 619 |            | 926 633 |            |  |  |
| Abstentions    | Abstentions    | Abstentions           | 196 240 | 21,18 %    | 164 228 | 17,72 %    |  |  |
| Votants        | Votants        | Votants               | 730 379 | 78,82 %    | 762 405 | 82,28 %    |  |  |
|                |                |                       |         |            |         |            |  |  |
|                |                |                       |         | % votants  |         | % votants  |  |  |
| Blancs ou nuls | Blancs ou nuls | Blancs ou nuls        | 11 066  | 1,52 %     | 33 643  | 4,41 %     |  |  |
| Exprimés       | Exprimés       | Exprimés              | 719 313 | 98,48 %    | 728 762 | 98,48 %    |  |  |

### 2007
Au premier tour de l'élection présidentielle de 2007, Sarkozy réussit à capter une partie des voix de Le Pen et arrive largement en tête. Royal est la première femme qualifiée pour le second tour d'une élection présidentielle. Elle est battue avec une avance de 6 points.
Dans les Yvelines, Nicolas Sarkozy arrive en tête du premier tour avec 37,66 % des exprimés, suivi de Ségolène Royal (23,11 %), François Bayrou (21,86 %), Jean-Marie Le Pen (7,34 %) et Olivier Besancenot (2,77 %). Au second tour, les électeurs ont voté à 58,71 % pour Nicolas Sarkozy contre 41,29 % pour Ségolène Royal avec un taux de participation de 86,17 % des inscrits.
|                | UMP            | Nicolas Sarkozy      | 291 648 | 37,66 %    | 435 014 | 58,71 %    |  |  |
|                | PS             | Ségolène Royal       | 178 943 | 23,11 %    | 305 909 | 41,29 %    |  |  |
|                | UDF            | François Bayrou      | 169 312 | 21,86 %    |         |            |  |  |
|                | FN             | Jean-Marie Le Pen    | 56 867  | 7,34 %     |         |            |  |  |
|                | LCR            | Olivier Besancenot   | 21 470  | 2,77 %     |         |            |  |  |
|                | MPF            | Philippe de Villiers | 14 911  | 1,93 %     |         |            |  |  |
|                | Les Verts      | Dominique Voynet     | 12 682  | 1,64 %     |         |            |  |  |
|                | GPA            | Marie-George Buffet  | 9 883   | 1,28 %     |         |            |  |  |
|                | LO             | Arlette Laguiller    | 7 010   | 0,91 %     |         |            |  |  |
|                | SE             | José Bové            | 6 753   | 0,87 %     |         |            |  |  |
|                | CPNT           | Frédéric Nihous      | 3 450   | 0,45 %     |         |            |  |  |
|                | CNRSP          | Gérard Schivardi     | 1 485   | 0,19 %     |         |            |  |  |
|                |                |                      |         |            |         |            |  |  |
|                |                |                      | Nombre  | % inscrits | Nombre  | % inscrits |  |  |
| Inscrits       | Inscrits       | Inscrits             | 894 380 |            | 893 701 |            |  |  |
| Abstentions    | Abstentions    | Abstentions          | 112 496 | 12,58 %    | 123 556 | 13,83 %    |  |  |
| Votants        | Votants        | Votants              | 781 884 | 87,42 %    | 770 145 | 86,17 %    |  |  |
|                |                |                      |         |            |         |            |  |  |
|                |                |                      |         | % votants  |         | % votants  |  |  |
| Blancs ou nuls | Blancs ou nuls | Blancs ou nuls       | 7 470   | 0,96 %     | 29 222  | 3,79 %     |  |  |
| Exprimés       | Exprimés       | Exprimés             | 774 414 | 99,04 %    | 740 923 | 96,21 %    |  |  |

### 2002
Après cinq années de cohabitation, un duel est attendu entre Chirac et le Premier ministre Jospin lors de l'élection présidentielle de 2002, mais, à la surprise générale, ce dernier est devancé par Le Pen au premier tour. Au second tour, Chirac bénéficie du ralliement de la gauche et reçoit un score sans précédent. Il s'agit de la première élection pour un mandat de cinq ans et non plus sept.
Dans les Yvelines, Jacques  Chirac arrive en tête du premier tour avec 22,62 % des exprimés, suivi de Lionel  Jospin (15 %), Jean-Marie  Le Pen (14,75 %), François Bayrou (8,84 %) et Jean-Pierre  Chevenement (6,46 %). Au second tour, les électeurs ont voté à 85,59 % pour Jacques  Chirac contre 14,41 % pour Jean-Marie  Le Pen avec un taux de participation de 81,96 % des inscrits.
|                | RPR            | Jacques Chirac          | 125 635 | 22,62 %    | 556 803 | 85,59 %    |  |  |
|                | PS             | Lionel Jospin           | 83 305  | 15 %       |         |            |  |  |
|                | FN             | Jean-Marie Le Pen       | 81 909  | 14,75 %    | 93 747  | 14,41 %    |  |  |
|                | UDF            | François Bayrou         | 49 111  | 8,84 %     |         |            |  |  |
|                | MC             | Jean-Pierre Chevènement | 35 850  | 6,46 %     |         |            |  |  |
|                | Les Verts      | Noël Mamère             | 32 082  | 5,78 %     |         |            |  |  |
|                | DL             | Alain Madelin           | 30 074  | 5,42 %     |         |            |  |  |
|                | LO             | Arlette Laguiller       | 23 117  | 4,16 %     |         |            |  |  |
|                | LCR            | Olivier Besancenot      | 17 194  | 3,1 %      |         |            |  |  |
|                | Cap21          | Corinne Lepage          | 15 050  | 2,71 %     |         |            |  |  |
|                | PRG            | Christiane Taubira      | 14 324  | 2,58 %     |         |            |  |  |
|                | FRS            | Christine Boutin        | 13 029  | 2,35 %     |         |            |  |  |
|                | PC             | Robert Hue              | 12 861  | 2,32 %     |         |            |  |  |
|                | MNR            | Bruno Mégret            | 11 127  | 2 %        |         |            |  |  |
|                | CPNT           | Jean Saint-Josse        | 8 749   | 1,58 %     |         |            |  |  |
|                | PT             | Daniel Gluckstein       | 1 965   | 0,35 %     |         |            |  |  |
|                |                |                         |         |            |         |            |  |  |
|                |                |                         | Nombre  | % inscrits | Nombre  | % inscrits |  |  |
| Inscrits       | Inscrits       | Inscrits                | 825 450 |            | 825 316 |            |  |  |
| Abstentions    | Abstentions    | Abstentions             | 257 569 | 31,2 %     | 148 849 | 18,04 %    |  |  |
| Votants        | Votants        | Votants                 | 567 881 | 68,8 %     | 676 467 | 81,96 %    |  |  |
|                |                |                         |         |            |         |            |  |  |
|                |                |                         |         | % votants  |         | % votants  |  |  |
| Blancs ou nuls | Blancs ou nuls | Blancs ou nuls          | 12 499  | 2,2 %      | 25 917  | 3,83 %     |  |  |
| Exprimés       | Exprimés       | Exprimés                | 555 382 | 97,8 %     | 650 550 | 96,17 %    |  |  |

### 1995
Après une nouvelle cohabitation et alors que la droite est particulièrement divisée entre Chirac et le Premier ministre Balladur, Jospin réussit à arriver en tête au premier tour de l'élection présidentielle de 1995, malgré la très lourde défaite de la gauche aux législatives de 1993. Au second tour, il est battu par Chirac.
Dans les Yvelines, Jacques Chirac arrive en tête du premier tour avec 25,95 % des exprimés, suivi de Lionel Jospin (21,36 %), Édouard Balladur (19,57 %), Jean-Marie Le Pen (13,78 %) et Robert Hue (6,36 %). Au second tour, les électeurs ont voté à 60,64 % pour Jacques Chirac contre 39,36 % pour Lionel Jospin avec un taux de participation de 81,38 % des inscrits.
|                | RPR            | Jacques Chirac       | 161 243 | 25,95 %    | 385 227 | 60,64 %    |  |  |
|                | PS             | Lionel Jospin        | 132 703 | 21,36 %    | 250 027 | 39,36 %    |  |  |
|                | RPR            | Édouard Balladur     | 121 607 | 19,57 %    |         |            |  |  |
|                | FN             | Jean-Marie Le Pen    | 85 656  | 13,78 %    |         |            |  |  |
|                | PC             | Robert Hue           | 39 549  | 6,36 %     |         |            |  |  |
|                | LO             | Arlette Laguiller    | 30 432  | 4,9 %      |         |            |  |  |
|                | MPF            | Philippe de Villiers | 27 560  | 4,44 %     |         |            |  |  |
|                | Les Verts      | Dominique Voynet     | 21 185  | 3,41 %     |         |            |  |  |
|                | S&P            | Jacques Cheminade    | 1 458   | 0,23 %     |         |            |  |  |
|                |                |                      |         |            |         |            |  |  |
|                |                |                      | Nombre  | % inscrits | Nombre  | % inscrits |  |  |
| Inscrits       | Inscrits       | Inscrits             | 822 940 |            | 822 619 |            |  |  |
| Abstentions    | Abstentions    | Abstentions          | 188 318 | 22,88 %    | 153 186 | 18,62 %    |  |  |
| Votants        | Votants        | Votants              | 634 622 | 77,12 %    | 669 433 | 81,38 %    |  |  |
|                |                |                      |         |            |         |            |  |  |
|                |                |                      |         | % votants  |         | % votants  |  |  |
| Blancs ou nuls | Blancs ou nuls | Blancs ou nuls       | 13 229  | 2,08 %     | 34 179  | 5,11 %     |  |  |
| Exprimés       | Exprimés       | Exprimés             | 621 393 | 97,92 %    | 635 254 | 94,89 %    |  |  |

### 1988
Après deux ans de cohabitation, Mitterrand affronte le Premier ministre Chirac lors de l'élection présidentielle de 1988. Le Pen obtient au premier tour un score jusque-là sans précédent pour un parti d'extrême droite. Au second tour, Mitterrand est facilement réélu.
Dans les Yvelines, François Mitterrand arrive en tête du premier tour avec 29,38 % des exprimés, suivi de Jacques Chirac (24,49 %), Raymond Barre (18,49 %), Jean-Marie Le Pen (15,05 %) et André Lajoinie (4,68 %). Au second tour, les électeurs ont voté à 53,12 % pour Jacques Chirac contre 46,88 % pour François Mitterrand avec un taux de participation de 84,31 % des inscrits.
|                | PS                    | François Mitterrand | 183 684 | 29,38 %    | 294 723 | 46,88 %    |  |  |
|                | RPR                   | Jacques Chirac      | 153 090 | 24,49 %    | 333 910 | 53,12 %    |  |  |
|                | SE                    | Raymond Barre       | 115 565 | 18,49 %    |         |            |  |  |
|                | FN                    | Jean-Marie Le Pen   | 94 100  | 15,05 %    |         |            |  |  |
|                | PC                    | André Lajoinie      | 29 282  | 4,68 %     |         |            |  |  |
|                | Les Verts             | Antoine Waechter    | 24 713  | 3,95 %     |         |            |  |  |
|                | Communiste rénovateur | Pierre Juquin       | 12 634  | 2,02 %     |         |            |  |  |
|                | LO                    | Arlette Laguiller   | 9 874   | 1,58 %     |         |            |  |  |
|                | MPT                   | Pierre Boussel      | 2 209   | 0,35 %     |         |            |  |  |
|                |                       |                     |         |            |         |            |  |  |
|                |                       |                     | Nombre  | % inscrits | Nombre  | % inscrits |  |  |
| Inscrits       | Inscrits              | Inscrits            | 772 804 |            | 772 371 |            |  |  |
| Abstentions    | Abstentions           | Abstentions         | 138 524 | 17,92 %    | 121 218 | 15,69 %    |  |  |
| Votants        | Votants               | Votants             | 634 280 | 82,08 %    | 651 153 | 84,31 %    |  |  |
|                |                       |                     |         |            |         |            |  |  |
|                |                       |                     |         | % votants  |         | % votants  |  |  |
| Blancs ou nuls | Blancs ou nuls        | Blancs ou nuls      | 9 129   | 1,44 %     | 22 520  | 3,46 %     |  |  |
| Exprimés       | Exprimés              | Exprimés            | 625 151 | 98,56 %    | 628 633 | 96,54 %    |  |  |

### 1981
Lors de l'élection présidentielle de 1981, Giscard d'Estaing arrive en tête au premier tour et affronte, comme la fois précédente, Mitterrand. Pour la première fois, un président sortant est battu : Mitterrand devient le premier président de gauche de la Ve République.
Dans les Yvelines, Valéry Giscard d'Estaing arrive en tête du premier tour avec 26,94 % des exprimés, suivi de François Mitterrand (24,37 %), Jacques Chirac (20,68 %), Georges Marchais (12,51 %) et Brice Lalonde (5,03 %). Au second tour, les électeurs ont voté à 53,14 % pour Valéry Giscard d'Estaing contre 48,91 % pour François Mitterrand avec un taux de participation de 86,46 % des inscrits.
|                | UDF            | Valéry Giscard d'Estaing | 154 482 | 26,94 %    | 303 415 | 51,09 %    |  |  |
|                | PS             | François Mitterrand      | 139 747 | 24,37 %    | 290 459 | 48,91 %    |  |  |
|                | RPR            | Jacques Chirac           | 118 604 | 20,68 %    |         |            |  |  |
|                | PC             | Georges Marchais         | 71 742  | 12,51 %    |         |            |  |  |
|                | MEP            | Brice Lalonde            | 28 840  | 5,03 %     |         |            |  |  |
|                | MRG            | Michel Crépeau           | 17 241  | 3,01 %     |         |            |  |  |
|                | LO             | Arlette Laguiller        | 11 870  | 2,07 %     |         |            |  |  |
|                | Divers droite  | Marie-France Garaud      | 11 559  | 2,02 %     |         |            |  |  |
|                | Divers droite  | Michel Debré             | 11 251  | 1,96 %     |         |            |  |  |
|                | PSU            | Huguette Bouchardeau     | 8 137   | 1,42 %     |         |            |  |  |
|                |                |                          |         |            |         |            |  |  |
|                |                |                          | Nombre  | % inscrits | Nombre  | % inscrits |  |  |
| Inscrits       | Inscrits       | Inscrits                 | 710 390 |            | 710 087 |            |  |  |
| Abstentions    | Abstentions    | Abstentions              | 128 542 | 18,09 %    | 96 121  | 13,54 %    |  |  |
| Votants        | Votants        | Votants                  | 581 848 | 81,91 %    | 613 966 | 86,46 %    |  |  |
|                |                |                          |         |            |         |            |  |  |
|                |                |                          |         | % votants  |         | % votants  |  |  |
| Blancs ou nuls | Blancs ou nuls | Blancs ou nuls           | 8 375   | 1,44 %     | 20 092  | 3,27 %     |  |  |
| Exprimés       | Exprimés       | Exprimés                 | 573 473 | 98,56 %    | 593 874 | 96,73 %    |  |  |

### 1974
L'élection présidentielle de 1974 est une élection anticipée à la suite de la mort de Pompidou. Mitterrand, candidat unique de la gauche, est largement en tête au premier tour devant Giscard d'Estaing, qui distance lui-même Chaban-Delmas. Au terme d'une campagne animée, marquée par un débat télévisé tendu, Giscard d'Estaing l'emporte avec une très courte avance.
Dans les Yvelines, François Mitterrand arrive en tête du premier tour avec 40,63 % des exprimés, suivi de Valéry Giscard d'Estaing (36,84 %), Jacques Chaban-Delmas (12,99 %), Jean Royer (3 %) et René Dumont (2,31 %). Au second tour, les électeurs ont voté à 53,14 % pour Valéry Giscard d'Estaing contre 46,86 % pour François Mitterrand avec un taux de participation de 88,52 % des inscrits.
|                | PS             | François Mitterrand      | 184 386 | 40,63 %    | 216 889 | 46,86 %    |  |  |
|                | RI             | Valéry Giscard d'Estaing | 167 173 | 36,84 %    | 246 002 | 53,14 %    |  |  |
|                | UDR            | Jacques Chaban-Delmas    | 58 928  | 12,99 %    |         |            |  |  |
|                | SE             | Jean Royer               | 13 629  | 3 %        |         |            |  |  |
|                | SE, écologiste | René Dumont              | 10 461  | 2,31 %     |         |            |  |  |
|                | LO             | Arlette Laguiller        | 8 945   | 1,97 %     |         |            |  |  |
|                | FN             | Jean-Marie Le Pen        | 3 866   | 0,85 %     |         |            |  |  |
|                | MDSF           | Émile Muller             | 2 857   | 0,63 %     |         |            |  |  |
|                | FCR            | Alain Krivine            | 1 718   | 0,38 %     |         |            |  |  |
|                | NAR            | Bertrand Renouvin        | 783     | 0,17 %     |         |            |  |  |
|                | MFE            | Jean-Claude Sebag        | 753     | 0,17 %     |         |            |  |  |
|                |                |                          |         |            |         |            |  |  |
|                |                |                          | Nombre  | % inscrits | Nombre  | % inscrits |  |  |
| Inscrits       | Inscrits       | Inscrits                 | 529 841 |            | 529 524 |            |  |  |
| Abstentions    | Abstentions    | Abstentions              | 73 347  | 13,84 %    | 60 784  | 11,48 %    |  |  |
| Votants        | Votants        | Votants                  | 456 494 | 86,16 %    | 468 740 | 88,52 %    |  |  |
|                |                |                          |         |            |         |            |  |  |
|                |                |                          |         | % votants  |         | % votants  |  |  |
| Blancs ou nuls | Blancs ou nuls | Blancs ou nuls           | 2 719   | 0,6 %      | 5 849   | 1,25 %     |  |  |
| Exprimés       | Exprimés       | Exprimés                 | 453 775 | 99,4 %     | 462 891 | 98,75 %    |  |  |

### 1969
L'élection présidentielle de 1969 est une élection anticipée à la suite de la démission de De Gaulle. La gauche se lance désunie dans la course et, bien que Duclos (PCF) manque de le devancer, c'est le président par intérim Poher qui accède au second tour face à l'ex-Premier ministre Pompidou. Alors que Duclos refuse d'appeler à voter au second tour pour « bonnet blanc ou blanc bonnet », Pompidou est finalement largement élu.
Dans les Yvelines, Georges Pompidou arrive en tête du premier tour avec 43,61 % des exprimés, suivi de Jacques Duclos (22,07 %), Alain Poher (22,02 %), Gaston Defferre (4,97 %) et Michel Rocard (4,95 %). Au second tour, les électeurs ont voté à 59,08 % pour Georges Pompidou contre 40,92 % pour Alain Poher avec un taux de participation de 67,83 % des inscrits.
|                | UDR            | Georges Pompidou | 159 666 | 43,61 %    | 170 404 | 59,08 %    |  |  |
|                | PC             | Jacques Duclos   | 80 796  | 22,07 %    |         |            |  |  |
|                | CD             | Alain Poher      | 80 631  | 22,02 %    | 118 023 | 40,92 %    |  |  |
|                | SFIO           | Gaston Defferre  | 18 206  | 4,97 %     |         |            |  |  |
|                | PSU            | Michel Rocard    | 18 110  | 4,95 %     |         |            |  |  |
|                | LC             | Alain Krivine    | 4 460   | 1,22 %     |         |            |  |  |
|                | SE             | Louis Ducatel    | 4 225   | 1,15 %     |         |            |  |  |
|                |                |                  |         |            |         |            |  |  |
|                |                |                  | Nombre  | % inscrits | Nombre  | % inscrits |  |  |
| Inscrits       | Inscrits       | Inscrits         | 455 980 |            | 455 782 |            |  |  |
| Abstentions    | Abstentions    | Abstentions      | 86 614  | 19 %       | 146 630 | 32,17 %    |  |  |
| Votants        | Votants        | Votants          | 369 366 | 81 %       | 309 152 | 67,83 %    |  |  |
|                |                |                  |         |            |         |            |  |  |
|                |                |                  |         | % votants  |         | % votants  |  |  |
| Blancs ou nuls | Blancs ou nuls | Blancs ou nuls   | 3 272   | 0,89 %     | 20 725  | 6,7 %      |  |  |
| Exprimés       | Exprimés       | Exprimés         | 366 094 | 99,11 %    | 288 427 | 93,3 %     |  |  |